# El Capitán (Texas)
El Capitán es un pico en Texas, en Estados Unidos de América. Se encuentra situado dentro del Parque Nacional de las Montañas de Guadalupe. Es el octavo pico más alto de Texas, y está considerado como el pico más característico del occidente de Texas.

## Características geológicas
El Capitán es el término sur de la escarpada cordillera de la sierra de Guadalupe, un antiguo arrecife de roca caliza que forma en la actualidad la sierra de Guadalupe, que expone una sección de un antiguo complejo arrecifal. El arrefice de El Capitán pertenece al Pérmico medio, también conocido como Guadalupiano. En la parte sur del parque se pueden examinar depósitos de la cuenca Delaware. El Capitán está flanqueado en la mayoría de su perímetro por abruptos acantilados, las paredes de estos acantilados son muy raramente escalados debido a la inestabilidad de la roca que los componen. Los senderistas pueden llegar hasta la cumbre a través de una primera escalada hasta la cima del pico Guadalupe, seguido de una bajada hacia el sur por un tramo que conecta ambos picos y, finalmente, una nueva escalada por la parte de atrás de El Capitán.

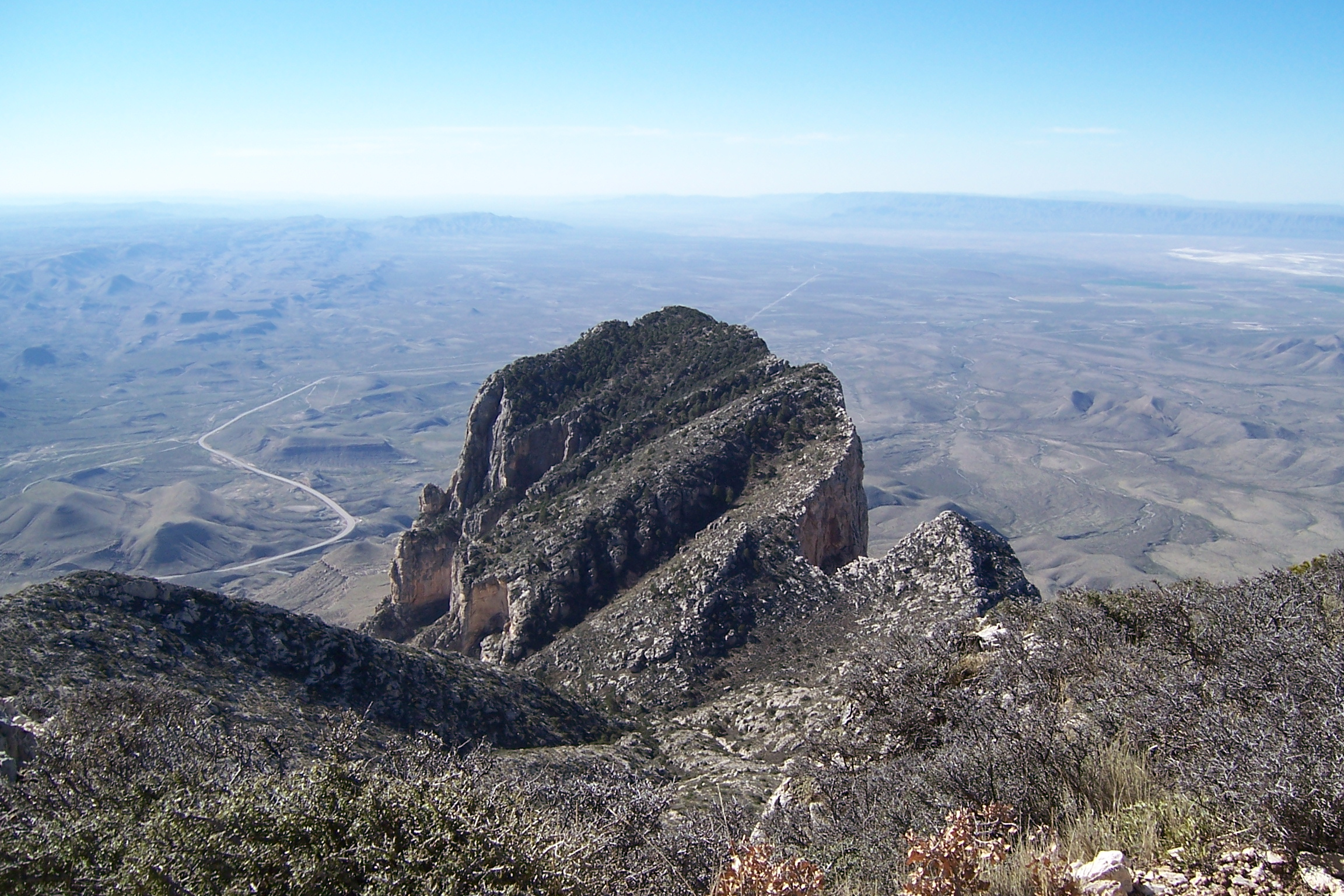
Cima del pico de El Capitán visto desde la cima del Pico Guadalupe.

Debido a la característica forma de El Capitán ha sido utilizado durante cientos de años como punto de referencia de los viajeros de la zona. Es un impresionante pico que se levanta de forma abrupta sobre el desierto de Chihuahua, en el oeste de Texas. Es visible por el visitante al acercarse al centro de visitantes del parque natural de las Montañas Guadalupe desde el sur hasta el noreste.
El Capitán de Texas no debe confundirse con su homónimo de Yosemite, con el que no sólo comparte nombre, sino que es semejante en altura y aspecto.